# Bikini (fürdőruha)

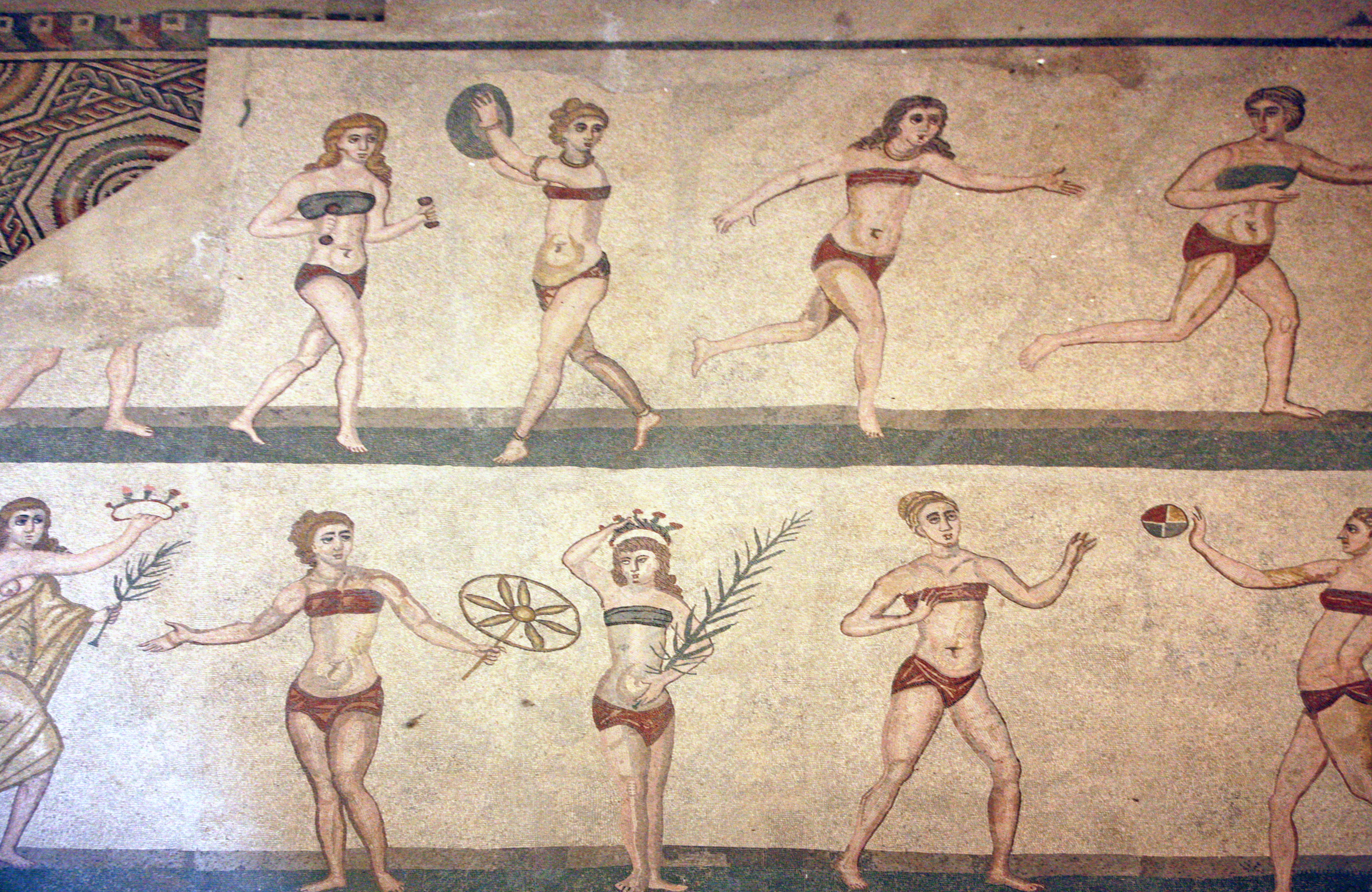
A szicíliai Villa Romana del Casale nevű római villa mozaikja bikiniben sportoló nők ábrázolásaival i. sz. 300 körül

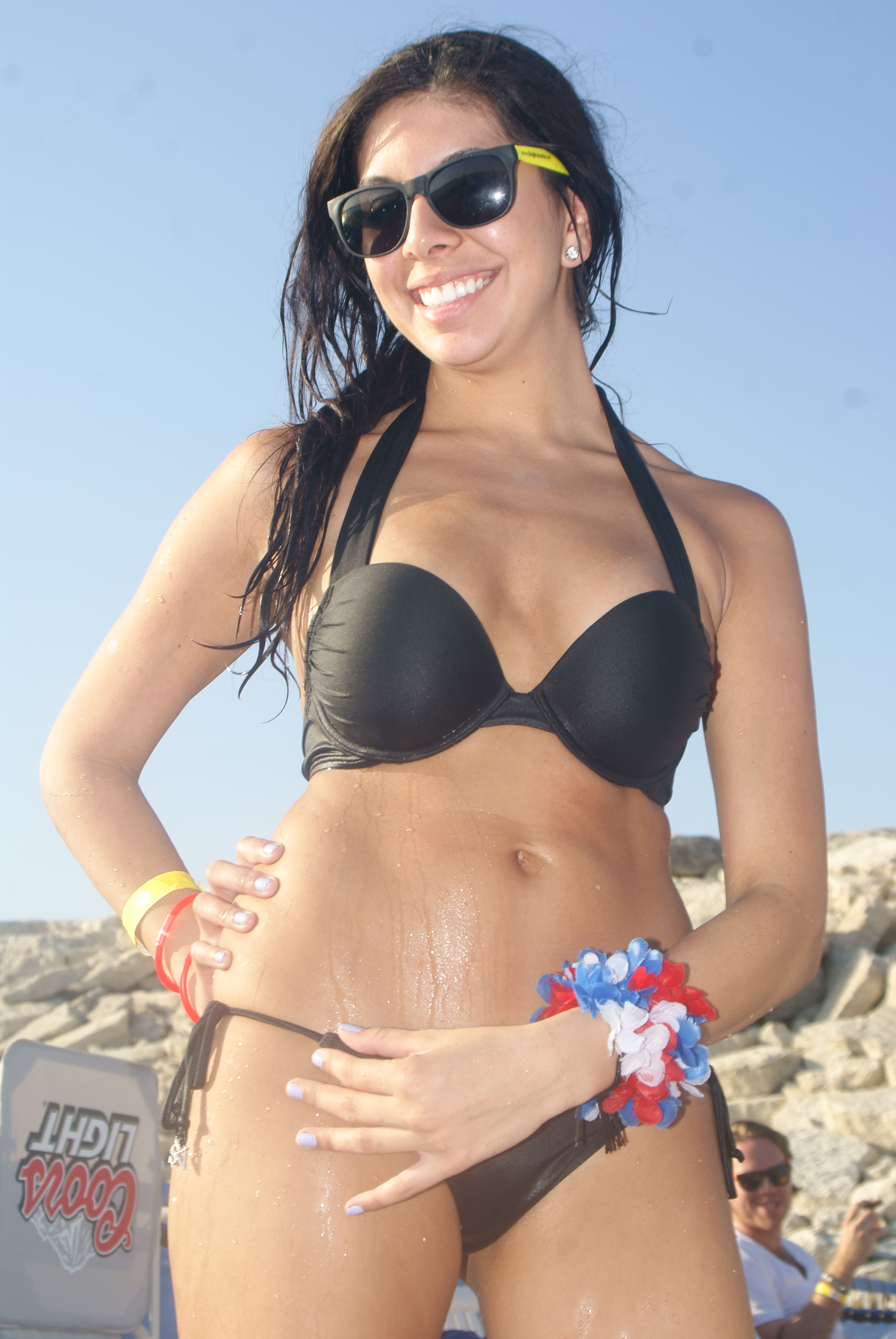
Nő bikiniben (2011)

A bikini olyan női fürdőruha, mely két részből áll: az egyik a melleket, a másik az ágyékot és a feneket takarja, a kettő között szabadon hagyva a testet.

## Története
Már i. e. 1400 körülről származó görög vázákon és festményeken is láthatók atletizáló nők, akik efféle ruhát viselnek. Rómából is számos ábrázolást ismerünk, ráadásul ezek többsége már fürdőző, de legalábbis a tengerparton sütkérező nőket ábrázol a mai bikinihez hasonlatos öltözékben.
A modern bikinit Louis Reard mérnök mutatta be Párizsban, 1946. július 5-én. A nevét a Marshall-szigetek részét képező Bikini-atollról kapta, mivel Reard úgy gondolta, az ott végzett kísérleti atomrobbantásokhoz hasonló hatást válthat ki a férfiakból.
A Reard által tervezett ruha Jacques Heim ötletének továbbgondolása volt, aki két hónappal korábban mutatta be „a világ legkisebb fürdőruháját”, amit (mérete miatt) „Atom”-nak (Atome) nevezett el. Ennek kettéhasításával alkotta meg saját változatát Reard, amelynek bemutatásához csak nehezen talált modellt. Végül felbérelte Micheline Bernardinit, aki a Casino de Paris (sztriptíz)táncosnője volt.
Tizenöt évbe telt, amíg a bikinit az Egyesült Államokban is elfogadták. 1951-ben még kitiltották a Miss World szépségversenyről. 1957-ben Roger Vadim filmje, az És Isten megteremté a nőt... hozta meg a nagy áttörést, amelyben Brigitte Bardot első színésznőként bikiniben jelent meg a vásznon, majd 1960-ban Brian Hyland dala, az Itsy Bitsy Teenie Weenie Yellow Polka Dot Bikini szabályos divathullámot indított el. Filmen többek közt 1962-ben jelent meg: Ursula Andress viselte a Dr. No-ban.
1992-ben a Cole of Calfornia's cég kihozta a Top Secret névre hallgató bikini modelljét. Ennek a mellrészébe két légkamra volt beépítve, eredetileg azért, hogy a hölgyek a mellméretet tudják szabályozni: egy pumpával a szárazföldön lehetett felfújni. A Newsweek és a Time főoldalon írt róla, utóbbi elég kritikusan (többek között például hímsovinizmussal vádolva meg a tervezőket), ami közrejátszhatott a termék sikertelenségében. Maga a fürdőruha roppant kényelmes volt és úszássegítő sporteszközként is használható volt. Szinte ugyanebben az időben a Fredrick's hollywoodi fehérneműgyártó cég felfújható melltartó kollekciót készített.

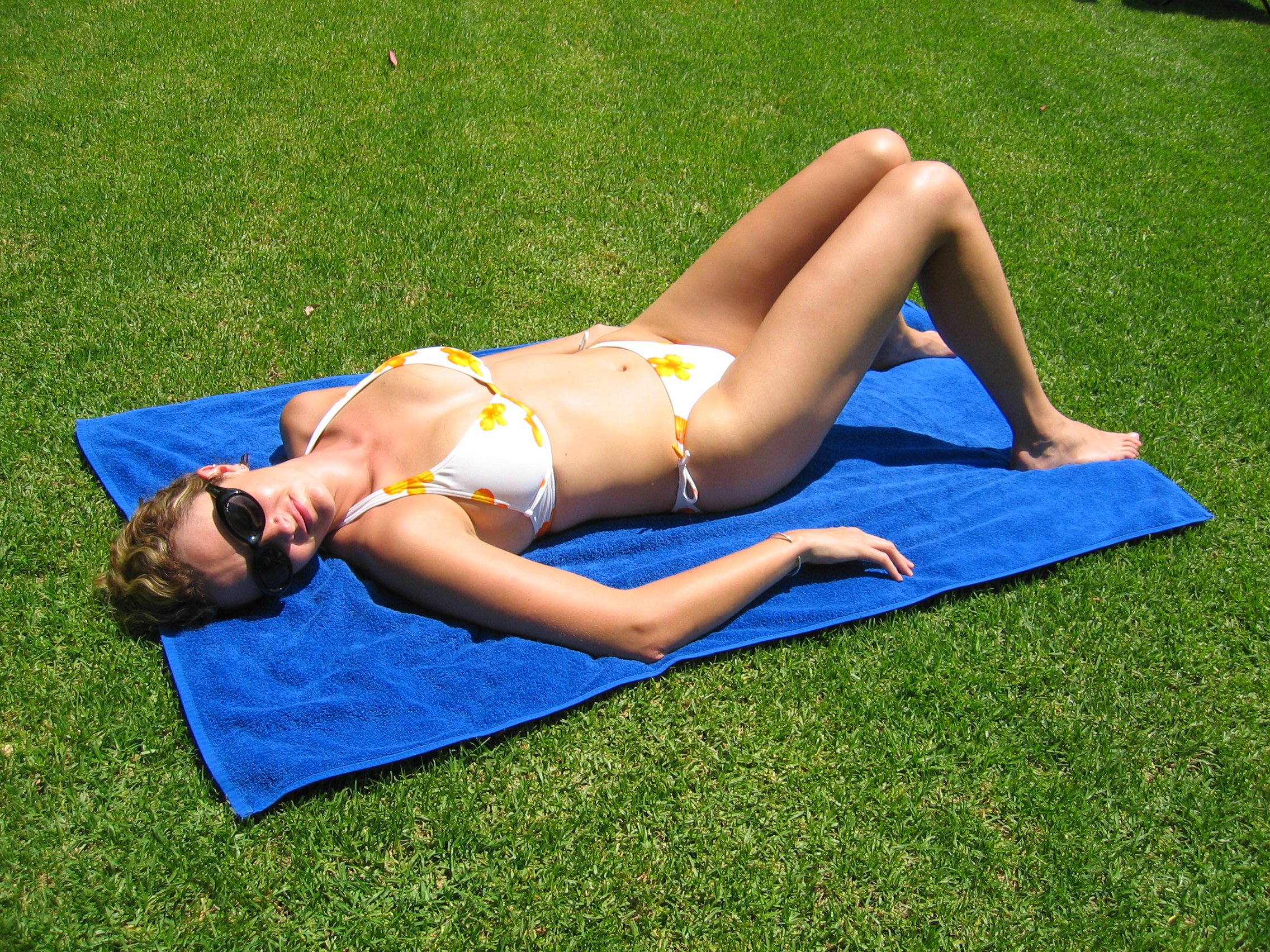
A nők gyakran használnak bikinit napozáshoz

Kis cégek – sokszor csak megrendelésre, újabban neoprénből – a mai napig készítenek felfújható mellrészű bikinit, melyek legtöbbje nem is rejtett, a vízben is fel lehet fújni, illetve leereszteni használójuk kedve szerint. Utoljára a Victoria's Secret amerikai fehérneműgyártó cég AirBra kollekciójában – igaz kis légtérrel, tehát úszás segítésére kevésbé alkalmasan, de – készített ilyen felfújható mellrészű fürdőruhákat, köztük bikinit is.
A praktikusság diktálta, de a divat erősítette fel, hogy anyagában is újdonság került be a bikini fürdőruhák közé: 1998 környékén több cég rájött arra, hogy a bikini készítésére a korábban csak búvár- és szörfruháknál használt neoprén is felhasználható, ráadásul szilikon festékekkel bármilyen szín vagy minta előállítható. Ekkor jelentek meg a korábban csak szörf- és búvárruhákat készítő cégek a fürdőruhapiacon is, jelentős konkurenciát teremtve a hagyományos, jobbára a fehérneműiparból érkező előállítóknak.
A strandröplabdában a nőknek kötelező bikinit viselniük.

## Változatok
A monokini a bikini változata: a különbség köztük csupán annyi, hogy a monokininek nincs felső része. A kifejezést Rudi Gernreich találta ki: ötletessége abban rejlik, hogy a bikini szó elejét a latin bi („kettős”) előtagnak veszi, s lecseréli a mono („egyetlen”) szóra. (Lásd: népetimológia, szándékos szóferdítés.)
A tankini a bikini alsó részéből és egy ujjatlan pólóból (az amerikai angolban: tank top) áll.
A bikini alsó darabjának mérete az 1980-as években csökkenni kezdett, Brazíliában kialakult az ún. tanga (thong, g-string).